# Irredemptisme
El terme irredemptisme indica l'aspiració d'un poble de completar la unitat territorial de la pròpia nació annexionant-se territoris subjectes al domini estranger («terres irredemptes»); l'irredemptisme es basa en una comunitat d'ètnia o en el fet d'haver posseït el territori anteriorment, de manera real o suposada. L'irredemptisme, doncs, es refereix als pobles que, vivint en una terra subjecta a l'autoritat d'un cert Estat, volen separar-se'n per formar part de l'Estat del qual se senten originaris o per crear un Estat nacional propi. Alguns d'aquests moviments també s'anomenen pannacionalisme.
Com que al llarg de la història els canvis de fronteres entre nacions no han estat estranys, són molts els països que en teoria podrien fer demandes irredemptistes als seus veïns. Certs Estats podrien presentar reclamacions irredemptistes ja des del seu naixement, com és el cas de molts països africans, amb unes fronteres dibuixades artificialment per les potències colonials europees que no respecten la distribució ètnica dels pobles (és el que passa, per exemple, amb els ioruba, que estan dividits entre Nigèria i Benín). Després de la Primera Guerra Mundial, moltes fronteres de l'Europa de l'Est, els Balcans i el Pròxim Orient van ser traçades pels aliats d'una manera més o menys arbitrària, cosa que va deixar molts nous països insatisfets, amb minories nacionals repartides en diversos Estats i territoris en disputa. Algunes reclamacions irredemptistes han arribat als nostres dies amb plena vigència.

## Orígens
La paraula es va originar a Itàlia de la frase italiana Italia irredenta ("Itàlia no redimida, no alliberada"), que es referia al govern austrohongarès sobre una gran part dels territoris habitats per italians com Trentino, Trieste, Ístria, i Dalmàcia durant el segle xix i primeria del segle xx.
L'expressió terres irredemptes (en italià, terre irredente, és a dir, no alliberades), va ser utilitzada per primera vegada pel patriota i polític italià Matteo Renato Imbriani l'any 1877, als funerals del pare Paolo Emilio.
Sovint, per a expressar una reclamació sobre els territoris adjacents basant-se en una relació històrica o ètnica s'ha afegit l'epítet «gran» abans del nom d'un país. Així es transmet la imatge de territori nacional en la seva màxima extensió concebible amb el país propi al seu cor. S'ha de fer notar que l'ús de «gran» no sempre es fa per expressar un significat irredentístic. Per exemple, Gran Romania és la traducció comuna donada al terme romanès Euga de Romania que va ser el nom del Regne de Romania entre les dues Guerres Mundials. Romania tenia reclamacions sobre Transsilvània i Bessaràbia després de la Primera Guerra Mundial. El terme també va ser utilitzat pels alemanys que es referien a la Gran Alemanya o Groß Deutschland, que consistiria en els territori de l'Imperi Alemany anterior a la Primera Guerra Mundial, incloent tota Prússia, etc., amb l'actual república d'Àustria, i els Sudets (actualment dins de la república de Txèquia).
Una altra reclamació irredemptista ha estat la Gran Idea o Megalí Idea a Grècia, que pretenia reunir en un mateix estat tots els territoris amb un component important de població considerada grega.

## Reclamacions estatals
Alguns Estats formalitzen les seves reclamacions irredemptistes incloent-les als seus textos constitucionals.

### Argentina
La disposició transitòria primera de la Constitució argentina estableix que «la nació argentina ratifica la seva legítima i imprescriptible sobirania sobre les illes Malvines, Geòrgia del Sud i Sandwich del Sud i els espais marítims i insulars corresponents, que són part integrant del territori nacional. La recuperació d'aquests territoris i l'exercici ple de la sobirania, respectant la manera de viure dels seus habitants i d'acord amb els principis del dret internacional, són un objectiu permanent i irrenunciable del poble argentí.»

### Armènia
El concepte de Gran Armènia es refereix a les àrees tradicionalment habitat per armenis, incloent l'Armènia Otomana a Turquia, l'Alt Karabakh i l'enclavament de Nakhtxivan a l'Azerbaidjan i la regió de Djavakheti a Geòrgia. L'Alt Karabakh el Djavakheti tenen poblacions armènies majoritaries, però l'armènia occidental i el Nakhichevan les tenien fins al genocidi armeni que es va iniciar en 1915. La Guerra de l'Alt Karabakh (1988-1994) va acabar amb el control efectiu armeni de la major part de l'Alt Karabakh i els districtes propers, unificant-lo de fet amb Armènia.

### Bolívia

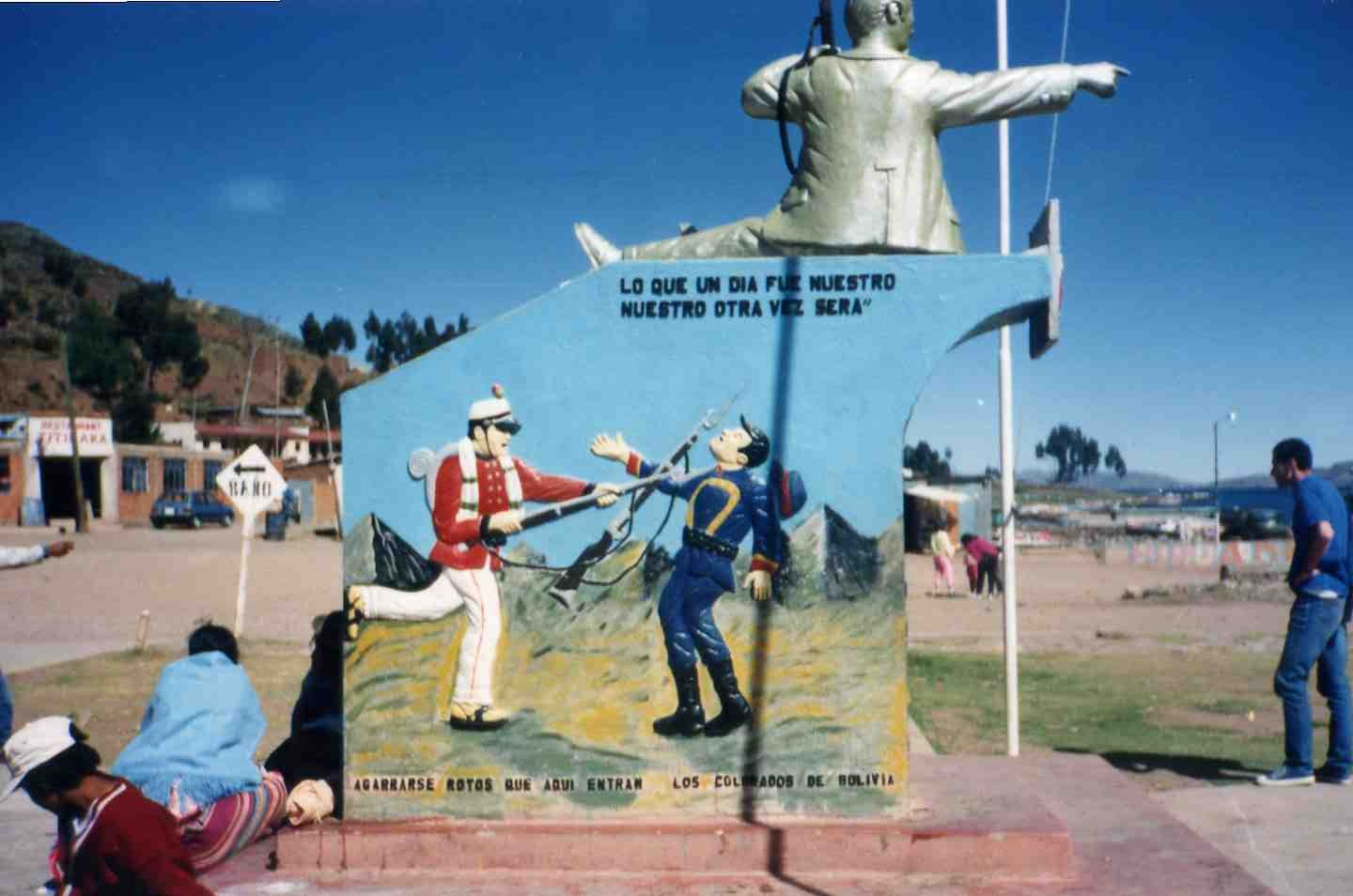
Una mostra de l'irredemptisme bolivià, que reivindica els territoris que el país va perdre en la Guerra del Pacífic (1879-1883). El text diu: «El que un dia va ser nostre serà nostre de nou», i «Agafeu-vos, rotos (xilens), que aquí venen els colorados de Bolívia.»

La Nova constitució política de Bolívia (2007, aprovat el 2009) estableix que el país té un dret irrenunciable sobre el territori que dona accés a l'oceà Pacífic i el seu espai marítim, en referència al territori cedit per Perú i Bolívia a Xile a la finalització de la Guerra del Pacífic.

### Comores
El país consisteix en tres illes volcàniques: Grande Comore o Ngazidja, Mohéli o Mwali, i Anjouan o Nzwani, mentre que l'altra illa de l'arxipèlag, Mayotte, continua depenent de França tot i que és reclamada pel govern de les Comores. La capital és Moroni.

### Espanya
Espanya reclama la possessió de Gibraltar, un dels territoris Britànics d'Ultramar al sud de la península Ibèrica.

### Guatemala
En 1821 Guatemala va signar un acord fronterer amb el Regne Unit que autoritzava la creació de l'Hondures Britànica, que fou contestat per Guatemala en 1939 en no fer-se efectius els acords econòmics. Jorge Antonio Serrano Elías va reconèixer la sobirania de Belize en 1991 mantenint la reclamació sobre part del territori de Belize, i el conflicte territorial s'ha traslladat al Tribunal Internacional de Justícia.

### Índia

Zones en disputa al Caixmir

Totes les colònies europees del subcontinent indi que no formaven part del Raj britànic han estat annexionades per l'Índia des que va obtenir la seva independència de l'imperi Britànic. La regió de Caixmir al nord de l'Índia ha estat el tema d'una disputa territorial entre l'Índia i el Pakistan des de la partició de 1947. L'Índia i el Pakistan han lluitat en tres guerres pel territori de Caixmir: en 1947, 1965 i 1999, i l'Índia i la Xina s'han enfrontat una vegada el 1962 pel control d'Aksai Chin, així com per l'estat nord-est indi d'Arunachal Pradesh. Per evitar una invasió pakistanesa i tribal, el maharajà Hari Singh de l'estat principesc de Jammu i Caixmir va signar l'instrument d'adhesió amb l'Índia. El Caixmir s'ha mantingut dividit en tres parts, administrades per l'Índia, el Pakistan i la Xina des de llavors. No obstant això, sobre la base de l'instrument d'adhesió, l'Índia continua reivindicant tota la regió del Caixmir com a part integral. Tots els partits polítics moderns de l'Índia donen suport al retorn de la totalitat del Caixmir a l'Índia, i tots els mapes oficials de l'Índia mostren tot el Caixmir (incloses les parts sota administració pakistanesa o xinesa després del 1947) com a part integral de l'Índia.

### Israel i Palestina

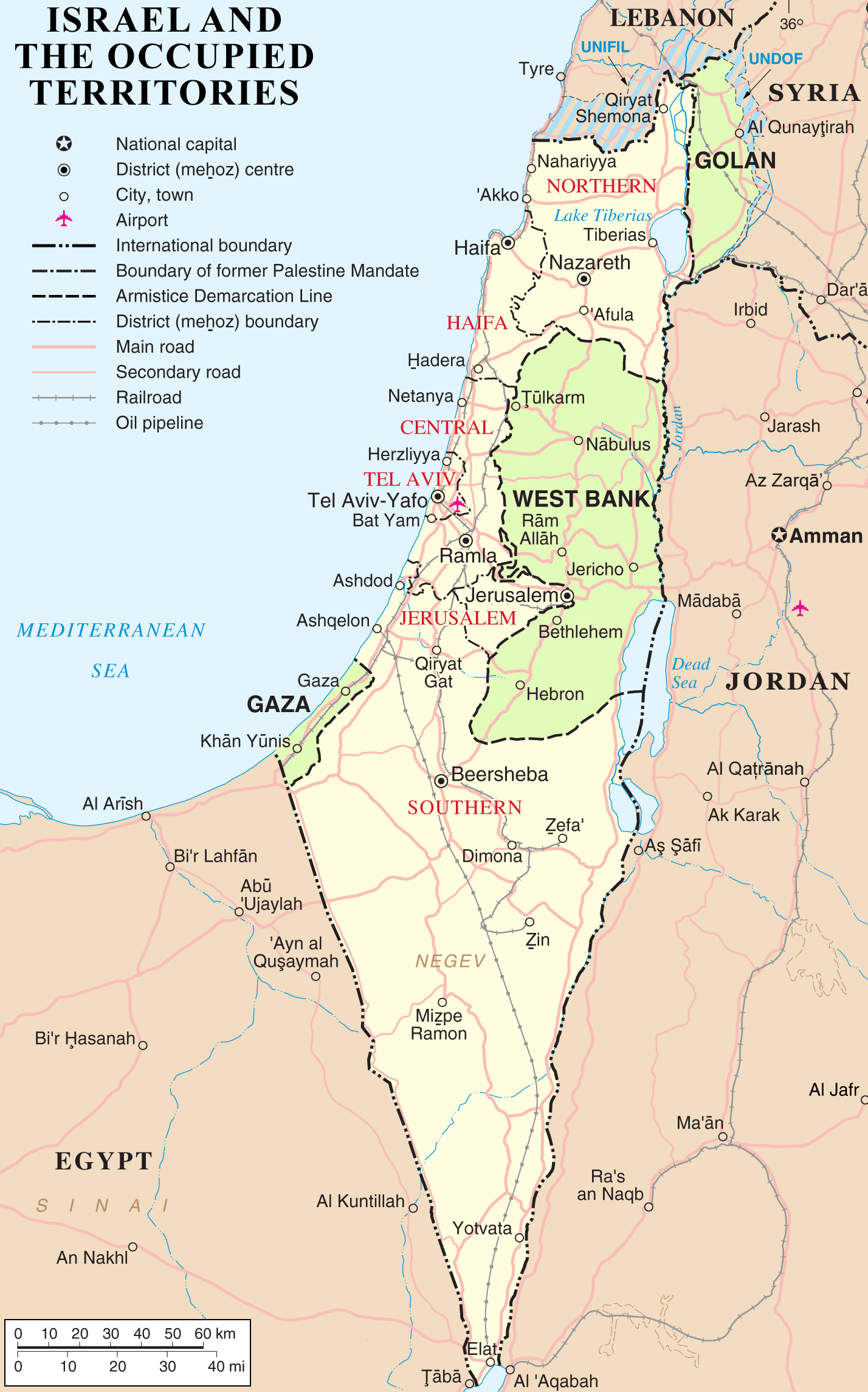
Israel i els territoris ocupats

L'estat d'Israel es va establir el 1948 aprovant amb el 72% dels vots vàlids el Pla de les Nacions Unides per a la partició de Palestina i la independència israeliana es va assolir després de la liquidació de l'antic Mandat britànic de Palestina, la sortida dels britànics i la Guerra araboisraeliana de 1948 entre els jueus de l'ex-mandat i els exèrcits dels cinc estats àrabs. La reivindicació jueva de Palestina com a pàtria jueva pot ser vista com un exemple de reclam irredemptista del que els sionistes es consideren terres jueves perdudes. Aquestes afirmacions es basen en la població ancestral (i en alguns períodes la sobirania) a la terra i la transcendència cultural i religiosa d'aquesta en la Bíblia hebrea, especialment rellevant per a la reivindicació israeliana de Jerusalem. El Mandat britànic de Palestina tenia importants poblacions jueves i àrabs abans de la Segona Guerra Mundial.
Judea i Samaria, anomenades Cisjordània formaven part de l'antic Regne d'Israel i la franja de Gaza, prèviament annexada per Jordània i ocupada per Egipte respectivament, foren conquerides i ocupades per Israel a la Guerra dels Sis Dies el 1967. Israel es va retirar de Gaza l'agost del 2005; Judea i Samaria (Cisjordània) continuen sota control israelià. Israel mai no ha reivindicat explícitament la sobirania sobre cap part de Cisjordània a part de Jerusalem Est, que va annexionar unilateralment el 1980. Tot i això, els militars israelians donen suport i defensen centenars de milers de ciutadans israelians que han emigrat a Cisjordània, incurrent en crítiques per alguns que d'una altra manera donen suport a Israel. El Consell de Seguretat de les Nacions Unides, l'Assemblea General de les Nacions Unides i alguns països i organitzacions internacionals continuen considerant que Israel ocupa Gaza.

### Japó
El Japó reivindica les dues illes més al sud de les Kurils, administrades per Rússia, la cadena insular al nord de Hokkaido, annexionades per la Unió Soviètica després de la Segona Guerra Mundial arrel del Tractat de San Francisco. El Japó també reclama les Roques de Liancourt administrades per Corea del Sud, conegudes com a Takeshima al Japó.

### Marroc

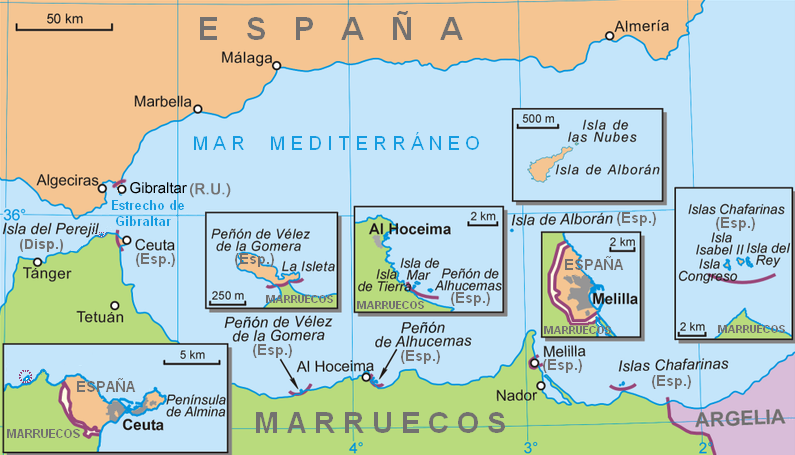
Mapa amb les Places de Sobirania espanyola al Marroc

El Marroc reclama la sobirania sobre les possessions espanyoles al Nord d'Àfrica de Ceuta, Melilla, illes Chafarinas, Illes Alhucemas, l'Illa Perejil, i Vélez de la Gomera.

### Sèrbia
La Gran Sèrbia (Велика Србија/Velika Srbija) és un terme aplicat a certs corrents dins del nacionalisme serbi, essencialment expansionistes del territori de l'actual República de Sèrbia.

### República Popular de la Xina
El preàmbul de la Constitució de la República Popular de la Xina estableix que «Taiwan és part del sagrat territori de la República Popular de la Xina. El deure més alt de tot el poble xinès, inclosos els nostres compatriotes de Taiwan, és acomplir la gran tasca de reunificar la mare pàtria». La reclamació de la sobirania sobre Taiwan es basa en la teoria de la successió dels Estats, per la qual la República Popular de la Xina és el successor reconegut legalment de la República de la Xina.

### República de la Xina

Reivindicacions territorials recollides a la Constitució de la República de la Xina (Taiwan).

L'article 4 de la Constitució de la República de la Xina establia en un primer moment que «el territori de la República de la Xina i les seves fronteres actuals no es modificaran tret que hi hagi una resolució de l'Assemblea Nacional». Alguns canvis constitucionals recents traslladat aquesta facultat a un referèndum nacional.

## Reclamacions frontereres

### Afganistan
La frontera afganesa amb el Pakistan, coneguda com a línia Durand, va ser dibuixada arbitràriament el 1893 pels funcionaris colonials de l'imperi Britànic després de la Segona Guerra Anglo-afganesa, i imposada a la família reial del país, que en aquell moment estava en una situació de feblesa. Les tribus paixtus que vivien a les zones frontereres van quedar dividides en diferents Estats de manera arbitrària, cosa que mai no han acceptat. La línia Durand es va interpretar com una frontera provisional, i als anys cinquanta i seixanta del segle XX això va provocar diverses topades entre l'Afganistan i el Pakistan. Al llarg del segle passat, de fet, tots els governs afganesos van manifestar amb més o menys intensitat la voluntat de recuperar la sobirania de tots els territoris de majoria paixtu.